# Vallon de Champdepraz
Le vallon de Champdepraz est une vallée latérale de la Vallée d'Aoste, située au sud du chef-lieu de Champdepraz.

## Géographie
La vallée, située entre la vallée de Champorcher et le val Clavalité, s'étend sur le parc naturel du mont Avic et se termine par le sommet du même nom.
Elle est parcourue par le torrent Chalamy, affluent de la Doire Baltée.

### Sommets
- Mont Glacier - 3 186 m
- Mont Avic - 3 006 m
- Mont Ruvic - 2 923 m
- Grand Rossa - 2 866 m
- Tête des Hommes - 2 614 m

### Lacs
- Le lac Cornu (2 170 mètres)
- Le lac Blanc (2 200 mètres)
- Le lac Noir

## Refuges
- Refuge Barbustel - Lac Blanc - 2 132 m